# Marevna Vorobev-Stebelska
Marija Bronislavovna Vorob'ëva-Stebel'skaja (en ruso: Мария Брониславовна Воробьёва-Стебельская), también conocida como Marevna y, en el ámbito occidental, como Marie Vorobieff (Cheboksary, 1892 - Londres, 4 de mayo de 1984) fue una pintora rusa adscrita al cubismo. 

## Nacimiento e inicios
Nació en Rusia en 1892, hija de un aristócrata polaco, Bronislav Stebelski, y de una artista judía llamada Maria Rosanovitch (que se casará más tarde con Alexandre Vorobieff).
Marie Vorobev-Stebelska hace sus primeros estudios en Tiflis y después, en 1910, se traslada a Moscú, ingresando a la academia de Bellas Artes Stroganov y es ahí en donde ella descubre a los primitivos italianos, el impresionismo y el fovismo.
En 1911 en Capri, inicia su vida nómada lejos de las vastas estepas rusas y de la dorada cúpula de Moscú, en donde encuentra a Máximo Gorki quien le pone el sobrenombre de "Marevna", según el cuento de hadas ruso 'Princesita del mar'. Se comprometió con Yuri el hijo de Gorki, compromiso que nunca se realizó. Sin embargo siempre fueron excelentes amigos.

## En París
A los veinte años ella llega a la estación de Lyon, en París. Aquí, inicialmente se reúne en “La Ruche”, una hostelería para artistas inmigrantes que más tarde la inspirarán para escribir su libro 'Life with the Painters of La Ruche'. Es en París donde encontrará su estilo artístico.

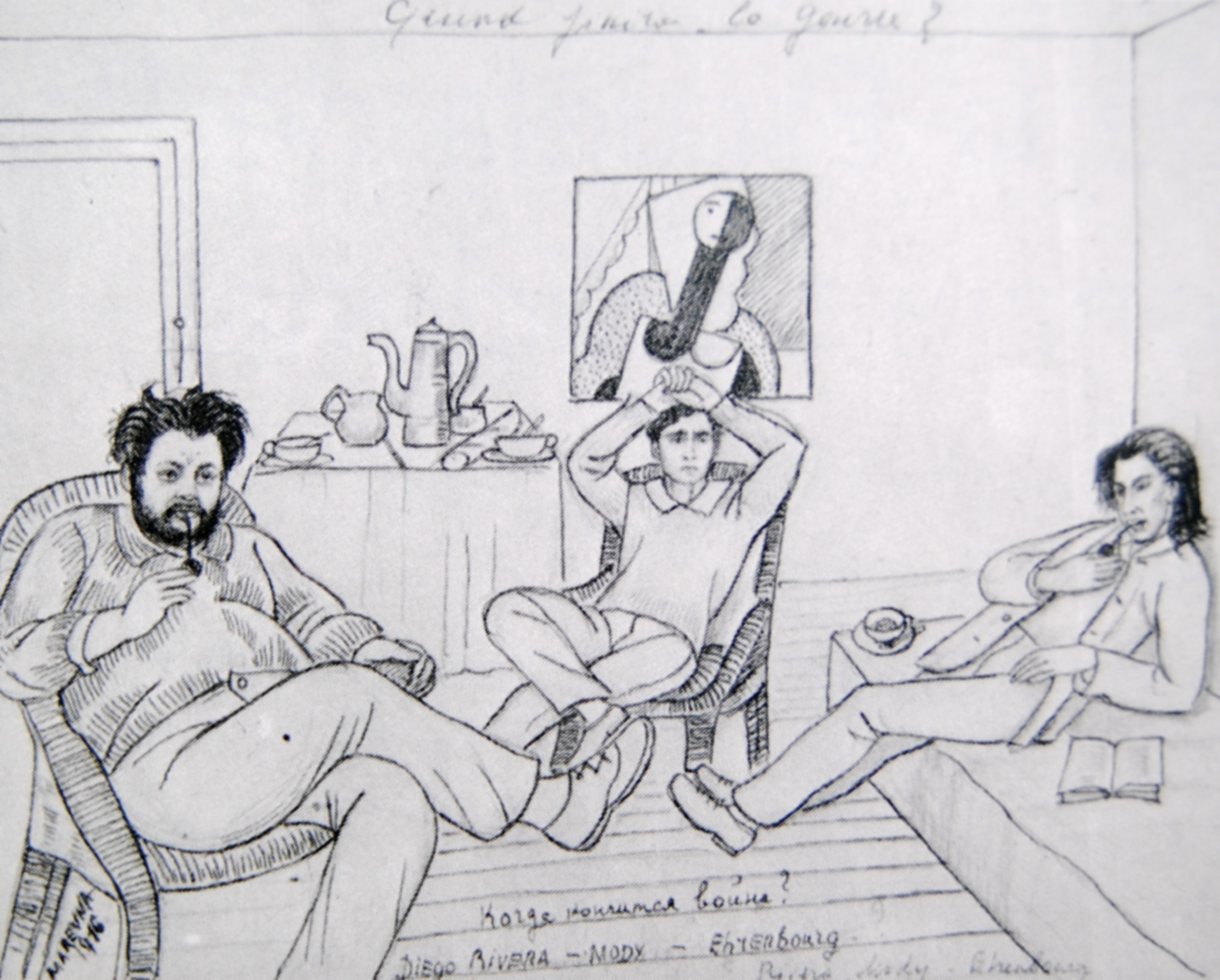
Quand finira la guerre marevna, dibujo de 1916 representando (de izquierda a derecha) a Diego Rivera, Amedeo Modigliani e Iliá Ehrenburg en el piso y atelier del primero.

Frecuenta mucho a los inmigrantes rusos, como el pintor Chaim Soutine, el escultor Ossip Zadkine y el escritor Iliá Erenburg, así como a los pintores de Montparnasse, como Marc Chagall, Moise Kisling, Amadeo Modigliani, Fernand Léger, Georges Braque, Henri Matisse, Fougita y Pablo Picasso, quienes se reúnen en el café 'La Rotonde'.  Se hace amiga también de los poetas Max Jacob, Guillaume Apollinaire y Jean Cocteau. Picasso que la admiraba mucho y que se convertirá en un fiel amigo dirá de ella: 'Haremos de ti una artista aún más célebre que Marie Laurencin'.
Ella pinta a estos personajes ilustres en grandes cuadros reproduciendo sus rasgos y expresiones con una impresionante semejanza. Marevna sobresale en los retratos.
Fue una mujer muy independiente para la época, deriva su independencia de su pintura aun cuando ella vive en un universo de hombres (pintores). Posee una pureza y una frescura muy rápido notadas.
Su técnica pictórica se basa en un ritmo cortado, figuras geométricas, líneas largas que separan zonas de colores. Fue la primera mujer que adoptó el estilo cubista, inspirándose desde el puntillismo de Seurat y asociará las dos técnicas. Expone en las Tullerías en 1912, en el Salón de los Independientes en 1913 y en el “Salon d’Automne” en 1919.

## Marevna y Diego Rivera
En 1915, el marchante de cuadros Léonce Rosenberg vende sus primeros lienzos y se reencuentra con Diego Rivera, quién se convertirá en el amor de su vida y con quien tiene una relación apasionada y turbulenta, de la cual nacerá en 1919 una hija: Marika. Él alquila para ellas una casa en Chatillon a donde viene a ver a su hija hasta la edad de 2 años.

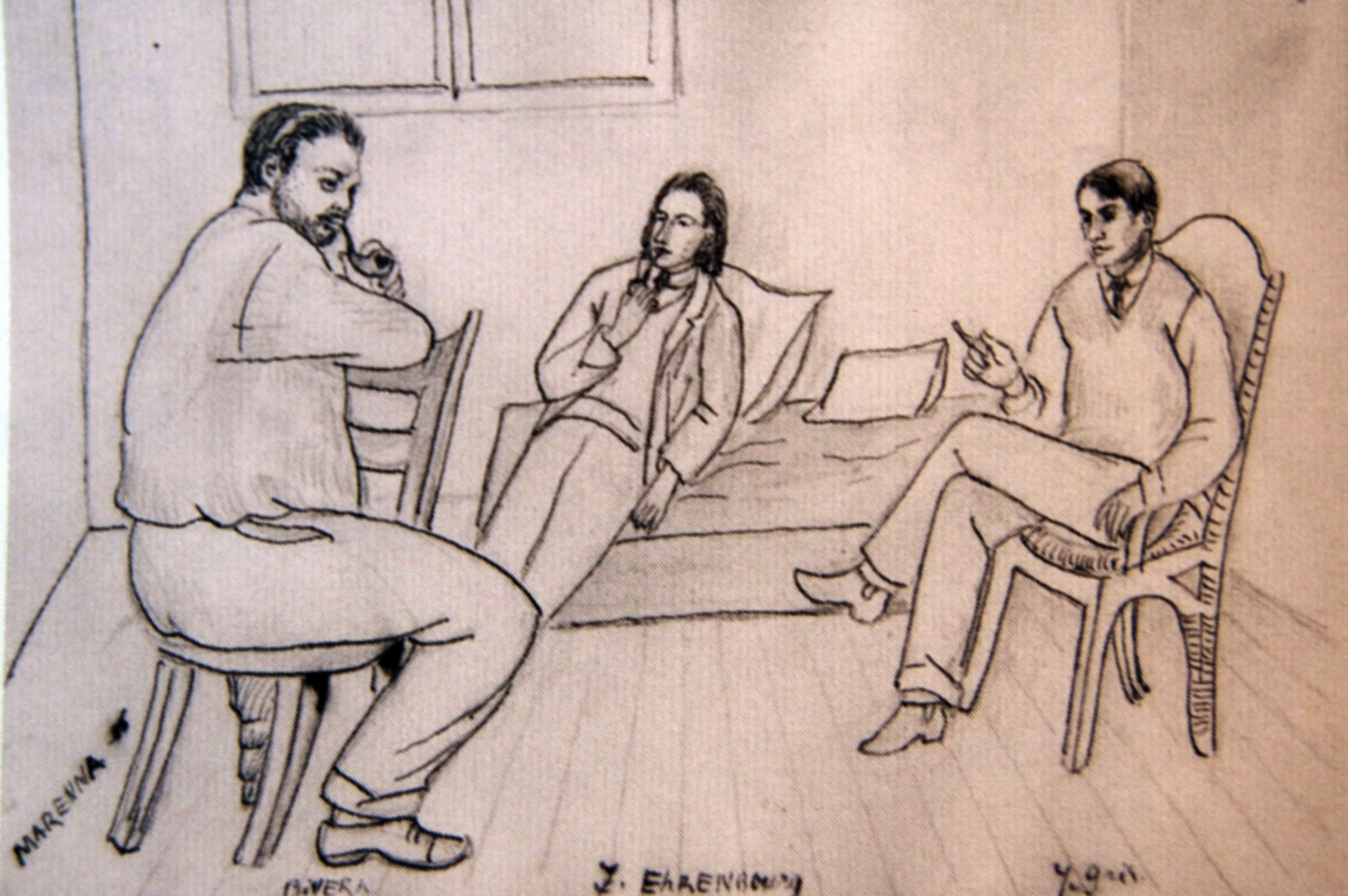
Atelier-rue-depart-marevna, otro dibujo de 1916 del apartamento de Diego Rivera, aquí charlando con Ehremburg y el pintor Juan Gris.

Diego Rivera la dejará en 1921 para regresar a México donde su padre está gravemente enfermo. En cuanto a ella, gracias a los mecenas como el subastador Zamaron y Zborowsky a quienes les vende sus pinturas, puede educar y mantener a su hija Marika, que con el tiempo se convertirá en una bailarina y coreógrafa clásica. Marika se casa con Jean Paul Brusset, pintor y amigo de Tristan Bernard y Jean Cocteau. En los años treinta ella tiene a su cargo la dirección artística de Palm Beach en Cannes, y su esposo se reúne con ella. De esta unión nacerá un hijo, Jean Diego Brusset.

## En la Costa Azul
En 1942, Marika y Jean Paul Brusset, se aliarán a las fuerzas independientes francesas en África del Norte y entonces Marevna se hace cargo de su pequeño nieto, Jean Diego Brusset. Es este mismo año que ella planta su caballete a la popa de esa nave de piedra que es Saint-Paul de Vence, en donde le alquila a Paul Roux un espacio atrás de “La Colombe d’Or” para instalar su estudio. Aquí pinta muchas veces, en estilo puntillista las murallas de la ciudad, en donde resalta la luz del sur de Francia. Aquí también encuentra, en 1945, a André Verdet, de la resistencia francesa deportado y poeta de Saint-Paul de Vence, con quien se establece una larga amistad. En 1946, el yerno de Marevna, Jean Paul Brusset, gracias a la amistad que tiene con Marguerite y de Aimé Maeght, (quienes habían hecho una fundación de Arte con su nombre, Fundación Maeght,  en Saint Paul de Vence) expone su pintura. Aimé Maeght llamara al pintor afectuosamente “Mon petit Paul”.

## En Inglaterra
En 1948 su hija Marika se divorcia y conoce en Saint Paul de Vence a Rodney Phillips, con quien se casa y con quien vivirá en Inglaterra. Antes de dejar la Costa Azul, la pareja hace amistad con Jacques Prevert. Marevna se muda con su hija a Athelhampton, en el Reino Unido, donde se dedicará completamente a la pintura y también se ocupa con cariño de sus nietos Jean Diego y Elie David.
Marevna se consagra plenamente a la pintura. En Londres, en 1958, se reencuentra con su amigo Iliá Erenburg. En 1968, ella participa en la retrospectiva del neoimpresionismo en la fundación Guggenheim de la ciudad de Nueva York.
El doctor Oscar Ghez, presidente fundador del “Petit Palais” en Ginebra le compra 150 lienzos y él la motiva a exponer su trabajo en Francia, Estados Unidos y Japón.

## Legado y muerte
En 1979, publica “Memorias de una nómada”. Muere el 4 de mayo de 1984 a la edad de 92 años. Fue incinerada y sus cenizas se encuentran en el Museo Dolores Olmedo Patiño, en la Ciudad de México, precisamente en el parque del museo debajo del zócalo con la cabeza monumental de Diego Rivera, a quien ella amó a pesar de todo, hasta su último respiro. 